# Mala obrazna Biblia
Mala obrazna Biblia, u prijevodu Mala biblijska slikovnica, a punim imenom Mala obrazna Biblia ili Poglaviti dogadjaji Staroga i Novoga zakona: prědstavljeni u 90 obrazih, prva je slikovnica tiskana na hrvatskom jeziku. Predstavlja prošireno izdanje i prijevod knjižice  Kis képes biblia, vagy az ó- és új-szövetségnek főábrázolatai kisebb gyermekek számára. 40 képpel mađarskog katoličkog svećenika Alajosa Grynaeusa iz 1853., u nakladi Alajosa Bucsánszkog iz Pešte. Prijevod s njemačkog izdanja knjižice načinio je 1854. Zbor duhovne mladeži sjemeništa đakovačkoga te je, osim na hrvatski, knjižica tiskana i prevedena i na druge jezike Austro-Ugarske: slovački, ukrajinski i rumunjski.